# Literatura romanesa
La literatura romanesa és literatura escrita per autors romanesos. Alhora, el terme es refereix a tota la literatura escrita en llengua romanesa.

## Història

### Començaments
El document escrit més antic que ha sobreviscut fins a l'actualitat, escrit en llengua romanesa és una carta datada el 1521 (Carta de Neacșu, adreçada al jude ("jutge i alcalde") de Sostenidorșov, Hans Benkner.
La cultura romanesa ha estat fortament influenciada pel cristianisme des dels seus inicis. Fins i tot es diu que el primer lloc on va anar a predicar l'apòstol Andreu fou a terres romaneses.
No obstant això, els primers escrits religiosos provenen de l'Església Ortodoxa, portada al país pels eslaus. Per tant, les primeres traduccions dels llibres en romanès foren els textos religiosos en antic eslau del segle xv. El Psaltirea Șcheiană de 1482, el Psaltirea Voronețeană, el Psaltirea Hurmuzaki i el Codicele Voronețean són textos rotacitzants, la traducció dels quals es va fer a la part sud-occidental del país, i es van fer còpies a Moldàvia.

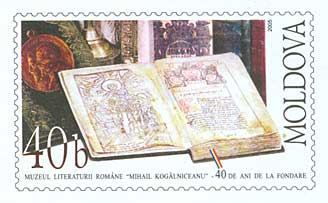
El Museu de Literatura Romanesa „Mihail Kogălniceanu” de Chișinău

El primer llibre imprès a Romania va ser un llibre religiós eslau el 1508, la Litúrgia de Macarie, i el primer llibre imprès a Romania fou el catecisme de Sibiu el 1544, que, tanmateix, s'ha perdut. La primera còpia impresa és l'Evangheliarul slavo-român de Filip Moldoveanul (Sibiu, 1551-1553). La primera impressió romanesa en llengua llatina és la col·lecció Cançons religioses calvinistes del 1560, pel bisbe romanès Pavel Tordasi. Es van imprimir altres traduccions gregues i eslaves al segle xvi.Dosoftei, erudit i bisbe moldau, publica a Polònia el 1673 els poemes romanesos més antics coneguts.
Els primers esforços per publicar la Bíblia en romanès van començar a la segona meitat del segle xvi, amb la impressió en 1582 a Orăștie de la Palia de la Orăștieuna traducció dels primers llibres de l'Antic Testament del Diaca Șerban (fill del diaca Coresi) i Marien Diacul. La Palia fou traduïda pel bisbe Mihail Tordasi et al., i la traducció es va verificar, per a la seva correcció, utilitzant traduccions ja existents de la Bíblia en hongarès.
No obstant això, tota la Bíblia va ser publicada en romanès a finals del segle xvii, quan els monjos del monestir de Snagov, prop de Bucarest, van traduir i van imprimir una bíblia en romanès el 1688 (Biblia de la București). Aquesta edició es basa en la traducció de l'Antic Testament feta per Nicolae Milescu entre 1661 i 1668.

### Humanisme
L'humanisme europeu va arribar a Moldàvia al segle xvii, via Polònia. El seu representant més important, Miron Costin, va escriure una crònica de la història de Moldàvia. La crònica de Costin vingué precedida per la de Grigore Ureche i seguida per la d'Ion Neculce. Un altre humanista fou Dimitrie Cantemir, que va escriure històries de Moldàvia, Valàquia i l'Imperi Otomà, així com obres de ficció: Divanul sau gâlceava înțeleptului cu lumea i Istoria ieroglificăA Valàquia, un altre gran governant de la cultura humanista fou Constantin Brâncoveanu, martiritzat, juntament amb els seus fills, pels turcs.

### Decadència otomana ifanariotes
El segle xviii a les terres romaneses estigué dominat per l'Imperi Otomà, que va decidir no nomenar boiars locals en el càrrec de governador de Valàquia i Moldàvia, i va governar, en canvi, a través dels mercaders grecs d'Istanbul, anomenats fanariotes.
Així, la cultura grega va influir en el desenvolupament de la literatura romanesa.Per exemple, un dels grans poetes romanesos d'aquest segle fou Alecu Văcărescu, que va escriure cançons d'amor a l'estil de l'antic poeta grec Anacreont. El seu pare, Ienăchiţă, també era poeta, però també va escriure la primera gramàtica del romanès, i el seu fill, Iancu, fou probablement un dels grans poetes de la seva generació. Es va desenvolupar una comèdia humana amb les anècdotes d'Anton Pann, que va tractar d'il·lustrar una mica l'esperit balcànic i el folklore que els otomans van aportar a les terres romaneses.
No obstant això, la següent generació d'escriptors romanesos es va inspirar en la Il·lustració europea. Foren representants d'aquesta generació Gheorghe Asachi, Ion Budai Deleanu i Dinicu Golescu (el primer diari de viatge).

### Renaixença nacional

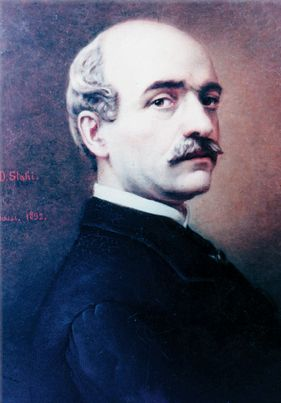
Vasile Alecsandri

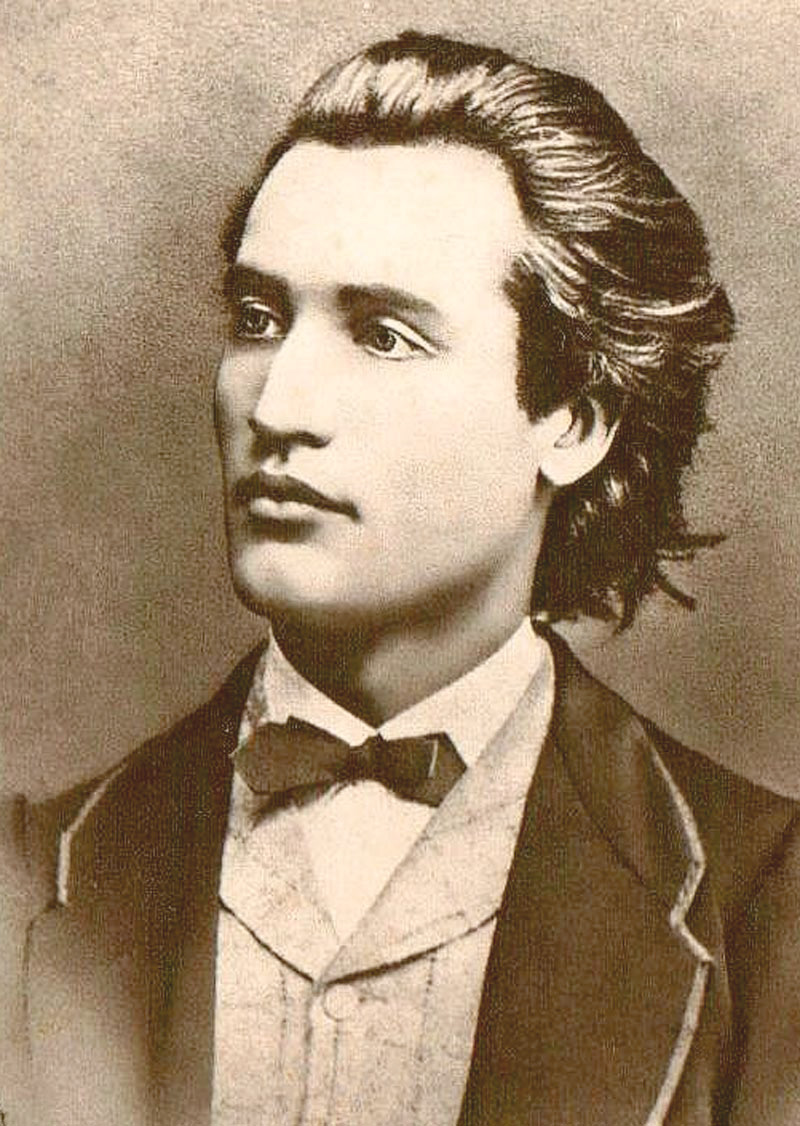
Mihai Eminescu

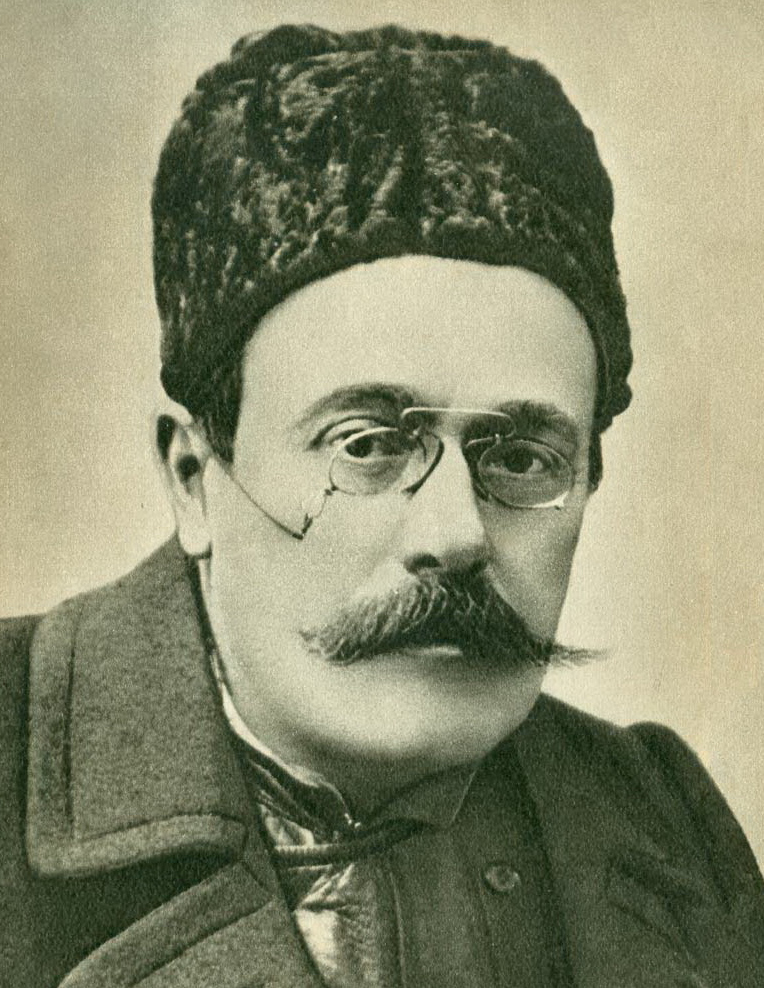
Ion Luca Caragiale

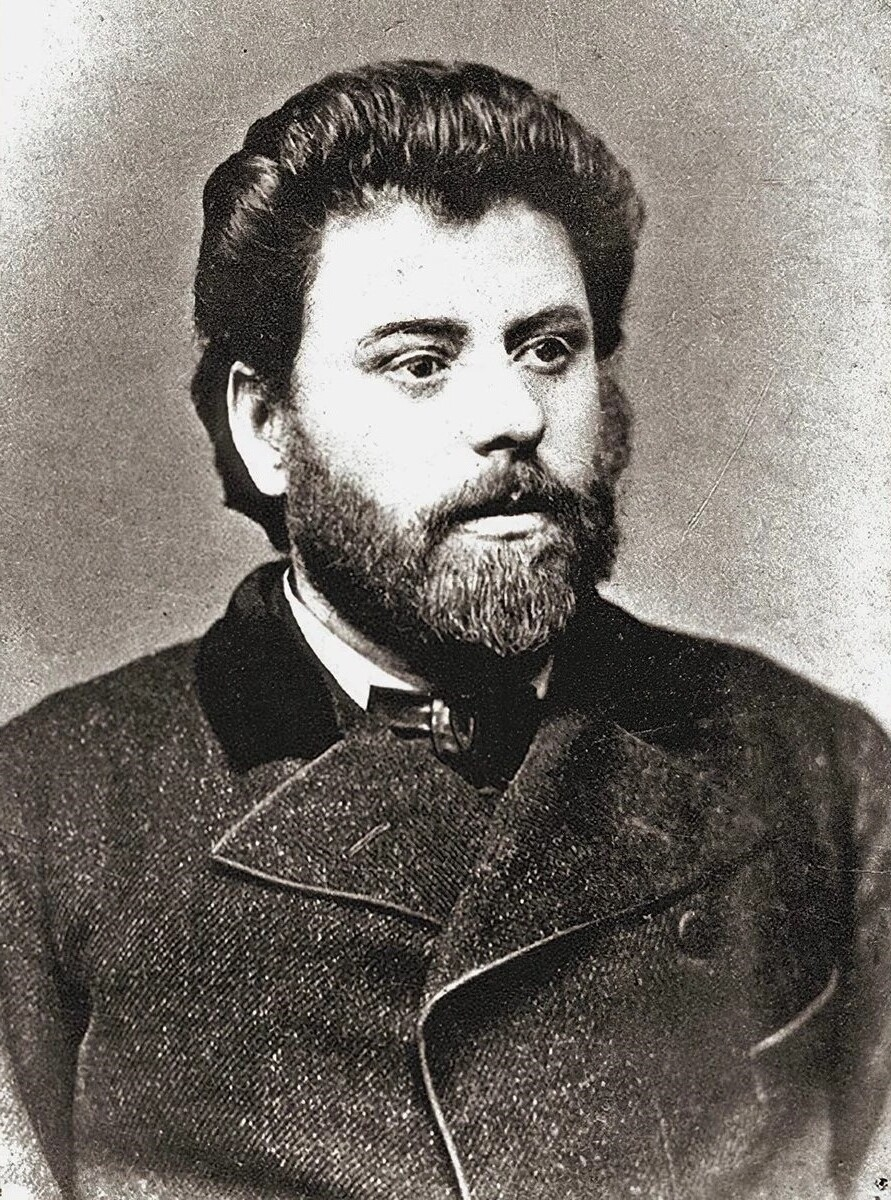
Ion Creangă

Les idees revolucionàries del nacionalisme que s'estenien per tot Europa també van ser adoptades pels romanesos, que volien el seu propi estat nacional, però que vivien al territori de grans imperis estrangers. Molts escriptors romanesos de l'època formaren part del moviment nacional i participaren en les revolucions de 1821 i 1848. L'origen dels romanesos va ser objecte de discussió i, a Transsilvània, va aparèixer un moviment llatinista, l'Escola de Transsilvàniaque cursà estudis filològics sobre l'origen romànic de la llengua romanesa i obrí escoles en romanès.
Els romanesos que van estudiar a França, Itàlia i Alemanya van portar la cultura francesa i la filosofia alemanya a la literatura romanesa moderna, amb la qual cosa reduïren la influència de la Grècia Antiga i oriental al llarg del temps. A Valàquia, una figura important de l'època fou Ion Heliade-Rădulescu, que va fundar el primer diari en llengua romanesa i la Societat Filharmònica, que més tard va crear el Teatre Nacional de Bucarest.
Nicolae Bălcescu dona el primer model de monografia històrica, Alecu Russo crea el poema patriòtic en prosa i Dimitrie Bolintineanu la llegenda històrica. La novel·la romanesa es basa en: Dimitrie Bolintineanu, Pantazi Ghica, Vasile Alexandrescu Urechia. Nicolae Filimon escriu la primera novel·la realista romanesa,, Bogdan Petriceicu Hasdeu afirma el drama romàntic en vers, Alexandru Odobescu la novel·la històrica i l'assaig.
Els escriptors més importants de la segona meitat del segle foren Vasile Alecsandri i posteriorment Mihai Eminescu. Alecsandri va ser un prolífic escriptor que va contribuir a la literatura romanesa amb poesia, prosa, algunes obres de teatre i col·leccions de folklore romanès. Eminescu és considerat per la majoria de crítics com el poeta romanès més important i influent. La seva poesia lírica estava arrelada en les tradicions romaneses, però estava influenciada per la filosofia alemanya i les tradicions hindús.
El cercle literari Junimea de Titu Maiorescu, fundat el 1863 i freqüentat per molts escriptors romanesos, va tenir un paper important en la literatura romanesa. Molts escriptors valuosos, incloent Ion Luca Caragiale, que va escriure algunes de les millors comèdies romaneses, el narrador Ion Creangă i Barbu Ştefănescu Delavrancea, van publicar les seves obres durant aquest període. George Coșbuc fou un poeta, traductor, mestre i periodista, més conegut pels seus versos que descriuen i lloen i elogien la vida rural. Nicolae Bălcescu, Dimitrie Bolintineanu, Alecu Russo, Nicolae Filimon, Bogdan Petriceicu Hasdeu, Alexandru Odobescu, Grigore Alexandrescu, Constantin Negruzzi, Alexandru Vlahuță, Alexandru Macedonski, Petre Ispirescu, Duiliu Zamfirescu i Ioan Slavici són també personalitats importants en aquesta època.

### Literatura interbèl·lica

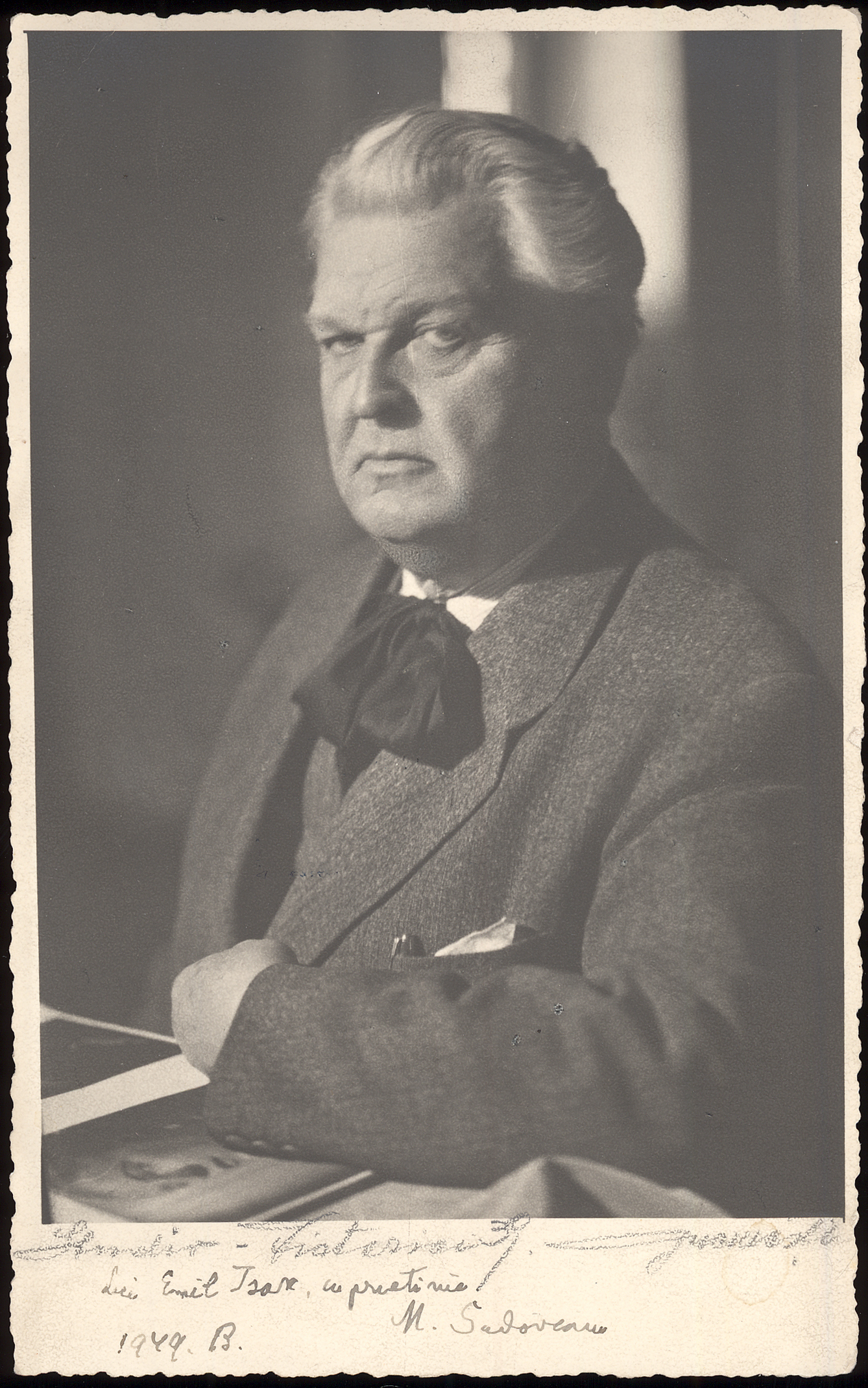
Mihail Sadoveanu

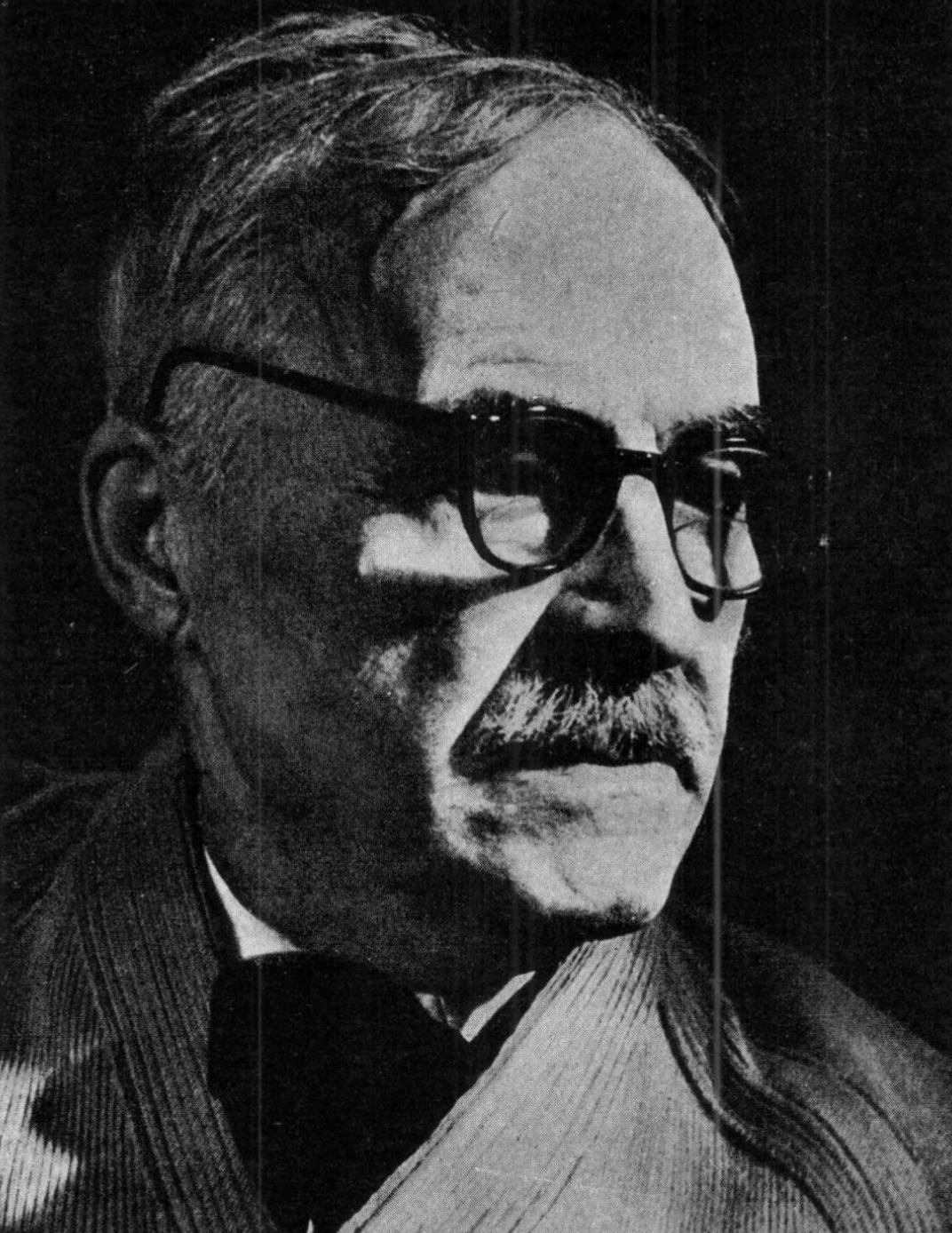
Tudor Arghezi

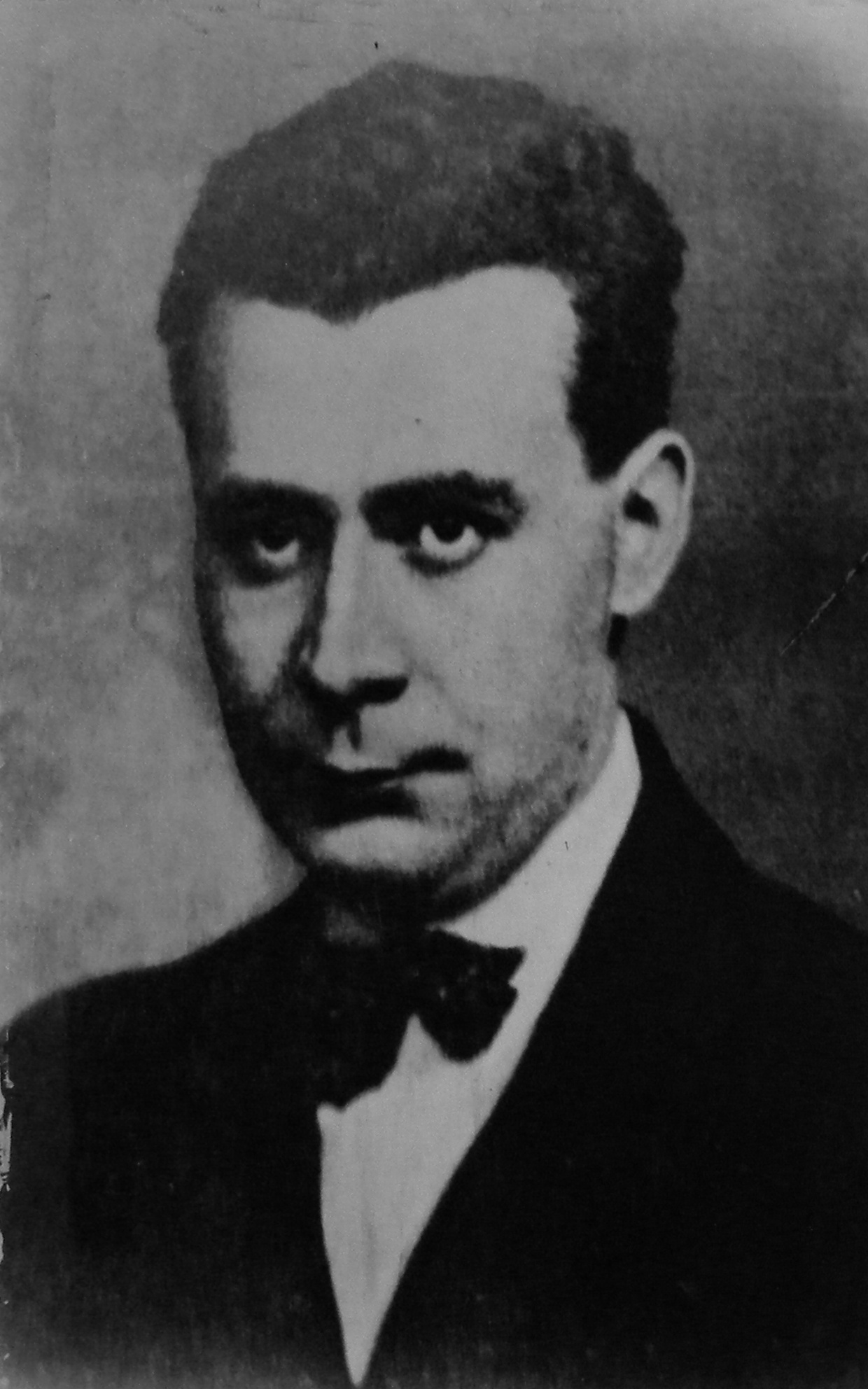
Lucian Blaga

Després d'aconseguir la unitat nacional en 1918, la literatura romanesa va començar el que podria anomenar-se una veritable edat d'or, que es caracteritza pel desenvolupament de la novel·la. La societat tradicional i els últims esdeveniments polítics influenciaren les obres, com ara Răscoala ("La revolta") de Liviu Rebreanu Răscoala ("La Revolta"), publicada el 1932, i inspirada en la revolta dels camperols romanesos de 1907 i Pădurea Spânzuraţilor ("Bosc del Penjat"), publicada el 1922 i inspirada en la participació romanesa en la Primera Guerra Mundial. Els inicis de la novel·la moderna es poden veure en la prosa d'escriptors com Hortensia Papadat Bengescu (Concert din muzică de Bach) i Camil Petrescu (Ultima noapte de dragoste, întâia noapte de război"). George Călinescu és una altra personalitat complexa de la literatura romanesa: novel·lista, dramaturg, poeta, historiador i crític literari, assagista i periodista. Va publicar monografies sobre Eminescu i Creangă, i una monumental (gairebé 1,000 pàgines en quart) Istorie a literaturii române de la origini pâna în prezent(1941).
Un important escriptor realista fou Mihail Sadoveanu, que va escriure principalment novel·les l'acció de les quals es desenvolupa en diferents períodes de la història de Moldàvia. Però potser els més importants autors d'aquest període foren Tudor Arghezi, Lucian Blaga, Mircea Eliade, Ion Barbu i George Bacovia. Tudor Arghezi va revolucionar la poesia 50 anys després d'Eminescu, creant noves bases per a la poesia romanesa moderna. Lucian Blaga, una de les figures artístiques més importants, desenvolupà, mitjançant els escrits filosòfiques un sistema complex, tanmateix prou comprensible. Mircea Eliade és avui considerat el més gran historiador en el camp de les religions. Les seves novel·les revelen un simbolisme místic, de factura precristiana, pagana.
Nascut a Romania, Tristan Tzara, un poeta i assagista francès, és el fundador principal del dadaisme, un moviment revolucionari nihilista en l'art. Més tard, va abandonar el nihilisme pel surrealisme i el marxisme. Es va establir a Zuric, on va fundar el Cabaret Voltaire. Per primera vegada en la seva història, la cultura romanesa va estar completament lligada a la cultura occidental, mentre que el dadaisme és el primer moviment artístic i literari mundial iniciat per un romanès. El dadaisme i el surrealisme són components fonamentals de l'avantguarda, la forma més revolucionària del modernisme. Els avantguardistes romanesos estan representats per: Urmuz, Tristan Tzara, Horia Bonciu, Gregory Cugler, Benjamin Fundoianu, Aurel Baranga, Gellu Naum, Hilary Voronca i Ion Vinea. Max Blecher fou un poeta la vida del qual s'extingí prematurament per problemes de salut.
George Bacovia fou un poeta simbolista. Tot i que inicialment pertanyia al moviment simbolista local, la seva poesia acabà sent vista com a precursora del modernisme romanès. Algunes figures literàries importants d'aquest període estigueren també actives en altres àmbits. Vasile Voiculescu va ser un poeta romanès, escriptor d'històries curtes, dramaturg i metge. Ion Barbu fou un poeta, així com un important matemàtic.
Cezar Petrescu fou periodista, novel·lista i escriptor de literatura infantil. Se'l recorda especialment pel seu llibre per a nens Fram, ursul polar ("Fram, l'os polar").Elena Farago també fou una escriptora de literatura infantil i poetessa.
Ion Agârbiceanu fou escriptor, així com polític, teòleg i sacerdot grecocatòlic. Gala Galaction fou un altre escriptor que també fou un clergue ortodox i teòleg.
Altres figures literàries d'aquesta era inclouen Ionel Teodoreanu, Panait Istrati, Gib Mihăescu, Otilia Cazimir i George Topîrceanu.

### Era comunista

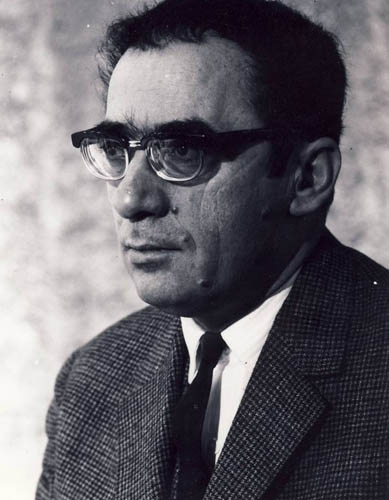
Marin Preda

Marin Preda és sovint considerat el novel·lista romanès més important del període posterior a la Segona Guerra Mundial. La seva novel·la, Moromeții descriu la vida i les dificultats d'una família típica de la plana romanesa en la Romania prèvia a la guerra i més tard durant l'arribada del comunisme a Romania. El seu llibre més important és, tanmateix, Cel mai iubit dintre pământeni, una cruel descripció de la societat comunista. Alguns dels poetes més importants de l'època són Adrian Păunescu, Nichita Stănescu, Marin Sorescu i Ana Blandiana.

### Diàspora
Fora del país, Eugen Ionescu és un dels dramaturgs més destacats de l'anomenat teatre de l'absurd. Més enllà de ridiculitzar les situacions més trivials, les peces de Ionescu presenten de manera tangible la solitud dels homes i la insignificància de l'existència de l'individu. Al mateix temps, Emil Cioran fou un brillant filòsof i escriptor. Ambdós van escriure les seves principals obres en francès, per la qual cosa les històries literàries romaneses no els dediquen seccions especials, especialment per a les seves primeres obres. Una excepció és Mircea Eliade, que també escriu en romanès (excepte els documents científics, la història de les religions i la filosofia dels mites). El 2009, l'escriptora alemanya Herta Müller, originària de Romania, fou guardonada amb el Premi Nobel de Literatura.

### Literatura contemporània
- Mihai-Andrei Aldea
- Gabriela Adameșteanu
- Ștefan Agopian
- Florica Mitroi
- Linda Maria Baros
- Ștefan Baștovoi
- Nicolae Breban
- Augustin Buzura
- Mircea Cărtărescu
- Petru Cimpoeșu
- Oliviu Crâznic
- Dumitru Crudu
- Traian T. Coșovei
- Gheorghe Crăciun
- George Cușnarencu
- Ioan Flora
- Emilian Galaicu-Păun
- Radu Pavel Gheo
- Mugur Grosu
- Costi Gurgu
- Marius Ianuș
- Florin Iaru
- Nicolae Iliescu
- Ion Iovan
- Nora Iuga
- Radu Jörgensen
- Ion Bogdan Lefter
- Norman Manea
- Angela Marinescu
- Angela Furtună
- Ileana Mălăncioiu
- Gabriela Melinescu
- Dan C. Mihăilescu
- Marin Mincu
- Herta Müller
- Ion Mureșan
- Mircea Nedelciu
- Ana-Maria Negrilă
- Dora Pavel
- Marta Petreu
- Petruț Pârvescu
- Ioana Pârvulescu
- Simona Popescu
- Sorin Preda
- Liviu Radu
- Doina Ruști
- Nicolae Silade
- Dan Sociu
- Ion Stratan
- Bogdan Suceavă
- Livia Ana Tătaru
- Cristian Teodorescu
- Lucian Dan Teodorovici
- Dumitru Țepeneag
- Radu Ulmeanu
- Matei Vișniec
- Călin Vlasie
- Claudiu Komartin
- Costel Stancu
- George Cornilă
- Ion Raduț

## Cronologia: segle XIX-present
| - 1812 Țiganiada Ioan Budai-Deleanu (poema èpic) - 1883 Poezii Mihai Eminescu (poesia) - 1884 O Scrisoare Pierdută I.L. Caragiale (obra de teatre) - 1920 Ion Liviu Rebreanu (novel·la) - 1924 În Marea Trecere Lucian Blaga (poesia) - 1925 Danton Camil Petrescu (obra de teatre) - 1927 Concert din Muzică de Bach Hortensia Papadat-Bengescu (novel·la) - 1927 Cuvinte Potrivite Tudor Arghezi (poesia) - 1929 Craii de Curtea-Veche Mateiu Caragiale (novel·la) - 1930 Joc Secund Ion Barbu (poesia) - 1933 Patul lui Procust Camil Petrescu (novel·la) - 1934 Ioana Anton Holban (novel·la) - 1936 Întâmplări în Irealitate Imediată Max Blecher (novel·la) - 1938 Enigma Otiliei George Călinescu (novel·la) - 1943 Panopticum Ion Caraion (poesia) - 1945 Plantații Constant Tonegaru (poesia) - 1946 Stanțe Burgheze George Bacovia (poesia) - 1946 Libertatea de a Trage cu Pușca Geo Dumitrescu (poesia) - 1947 Don Juana Radu Stanca (obra de teatre) - 1955 Moromeții Marin Preda (novel·la) - 1956 Primele Iubiri Nicolae Labiș (poesia) - 1964 Ultimele sonete închipuite ale lui Shakespeare Vasile Voiculescu (poesia) - 1965 Iarna Bărbaților Ștefan Bănulescu (relat curt) - 1966 Omul cu Compasul Ștefan Augustin Doinaș (poesia) |  | - 1966 11 Elegii Nichita Stănescu (poesia) - 1968 Iona Marin Sorescu (obra de teatre) - 1969 Carte de Vise Leonid Dimov (poesia) - 1969 Dicționar onomastic Mircea Horia Simionescu (novel·la) - 1970 Matei Iliescu Radu Petrescu (novel·la) - 1973 Vânătoarea Regală D.R. Popescu (novel·la) - 1975 Lumea în Două Zile George Bălăiță (novel·la) - 1977 Cartea de la Metropolis Ștefan Bănulescu (novel·la) - 1977 Bunavestire Nicolae Breban (novel·la) - 1980 Faruri, Vitrine, Fotografii Mircea Cărtărescu (poesia) - 1983 Dimineață Pierdută Gabriela Adameșteanu (novel·la) - 1983 Poeme de Amor Mircea Cărtărescu (poesia) - 1988 versuri vechi, nouă Mircea Ivănescu (poesia) - 1989 Și Ieri Va Fi o Zi Mircea Nedelciu (relat curt) - 1990 Levantul Mircea Cărtărescu (epic poem) - 1993 Nostalgia Mircea Cărtărescu (relat curt) - 1996 Amantul Colivaresei Radu Aldulescu (novel·la) - 1996 Coaja lucrurilor, sau Dansând cu Jupuita Adrian Oțoiu (novel·la) - 1996 Orbitor. Aripa stângă Mircea Cărtărescu (novel·la) - 2004 Pupa Russa Gheorghe Crăciun (novel·la) - 2004 Proorocii Ierusalimului Radu Aldulescu (novel·la) - 2010 Rădăcina de Bucsau O. Nimigean (novel·la) - 2018 Armaghedon revelat Grid Modorcea (novel·la) |  |